# 桐村萌絵
桐村 萌絵（きりむら もえ、1989年9月13日 - ）は、日本の元グラビアアイドル。血液型はO型。所属していた事務所はスタジアム （現、スタジアムプロモーション）。

## 経歴・人物
京都市出身。小学生のときから芸能活動を開始。小学生時からEカップという巨乳を活かしたグラビアでの活動が中心だったが、地元関西でタレントとしての活動も並行していた。
しかし、京都市立紫野高等学校進学後は次第に活動機会が減少し、2006年12月25日、所属事務所のホームページに「学業専念のため引退」を旨とした直筆メッセージが公開された（メッセージの日付は「2006年9月」）。

## エピソード
- 野球好きであり、2004年当時は福岡ダイエーホークスファンであった。デビュー直後のアンケートでは、今までで一番嬉しかったことについて「松中信彦と対面できたこと」を挙げている。
- ダイエー選手の中では村松有人のファンであった（2002年当時）。
- 2007年12月にバリ島で開催されたCOP（気候変動枠組条約における締約国会議）13において、「“京都の声”大使」として同学年の女子生徒とともに京都市民のメッセージを会議に届ける役目を果たし、地元紙の京都新聞のほか、朝日新聞・毎日新聞・読売新聞の地域版などでも報道された[1]。なお、「ONE」では二酸化炭素排出量削減について言及するシーンがある。
- 普段（箸、鉛筆等）は左利きであるが、右投げであり、毛筆も右手を使う（「Chu」で確認できる）。
- クラシック音楽や映画のサントラ版を好む。自身も中高時代は吹奏楽部でフルートを担当した（プロフィール(こちらを参照)でも特技となっている）。
- 趣味は料理・お菓子作り、得意料理はオムレツ・オムライス、長所は前向きな性格、目標としていたことは「優香のようなマルチタレントになること」[2]。

## 作品

### 写真集
- ☆おとめざ★1989☆（2002年3月、英知出版）ISBN 978-4754215248
- もえの神さま（2002年9月 竹書房、撮影：威世）ISBN 978-4812409985
- ときめき1989（2003年2月、インフォレスト、撮影：Sekise）ISBN 978-4754230203
- 変身しちゃうzo!!（2003年3月、インフォレスト、撮影：威世）ISBN 978-4754215538
- チュキ（2003年6月、バウハウス、撮影：威世）ISBN 978-4894619456
- MOE13（2003年9月、彩文館出版、撮影：河野英喜）ISBN 978-4775600238

### ビデオ・DVD
- 「BAN!!」（2002年8月 ドーガ）[3]
- 「Pure Smile 桐村萌絵」（2003年3月 竹書房）[4]
- 「Chu」（2003年6月 バウハウス）[5]
- 「桐村萌絵 もえ日記」（2003年12月 トライエックス）[6]
- 「十四歳 夏」（2004年11月 リバプール）[7]
- 「もえ色」（2005年1月 リバプール）[8]
- 「桐村萌絵 もえの楽園」（2005年4月 ラインコミュニケーションズ）[9]
- 「ONE」（2005年11月 マーレ）[10]